# Simeto
Der Simeto ist ein Fluss in Sizilien. Er hat eine Länge von 113 km und ist nach dem 
Imera Meridionale Siziliens zweitlängster Fluss. 
Zwei Quellflüsse (Saracena und Cutò), die in den Monti Nebrodi entspringen, treffen 7 km nordwestlich von Bronte zusammen und bilden den Simeto. Dieser fließt in südlicher Richtung vorbei an Adrano und Paterno und mündet südlich von Catania in das Ionische Meer.
Der Simeto ist einer der wenigen Flüsse Siziliens, die auch im Sommer nicht vollständig austrocknen. Die Ebene Piana di Catania, Siziliens größte Ebene und auch fruchtbarste Region der Insel, entstand durch das Anschwemmen von Lavaerde durch den Simeto. Das Mündungsgebiet des Flusses wurde unter Naturschutz gestellt, da hier seltene Wasservögel nisten.

## Weitere Bilder

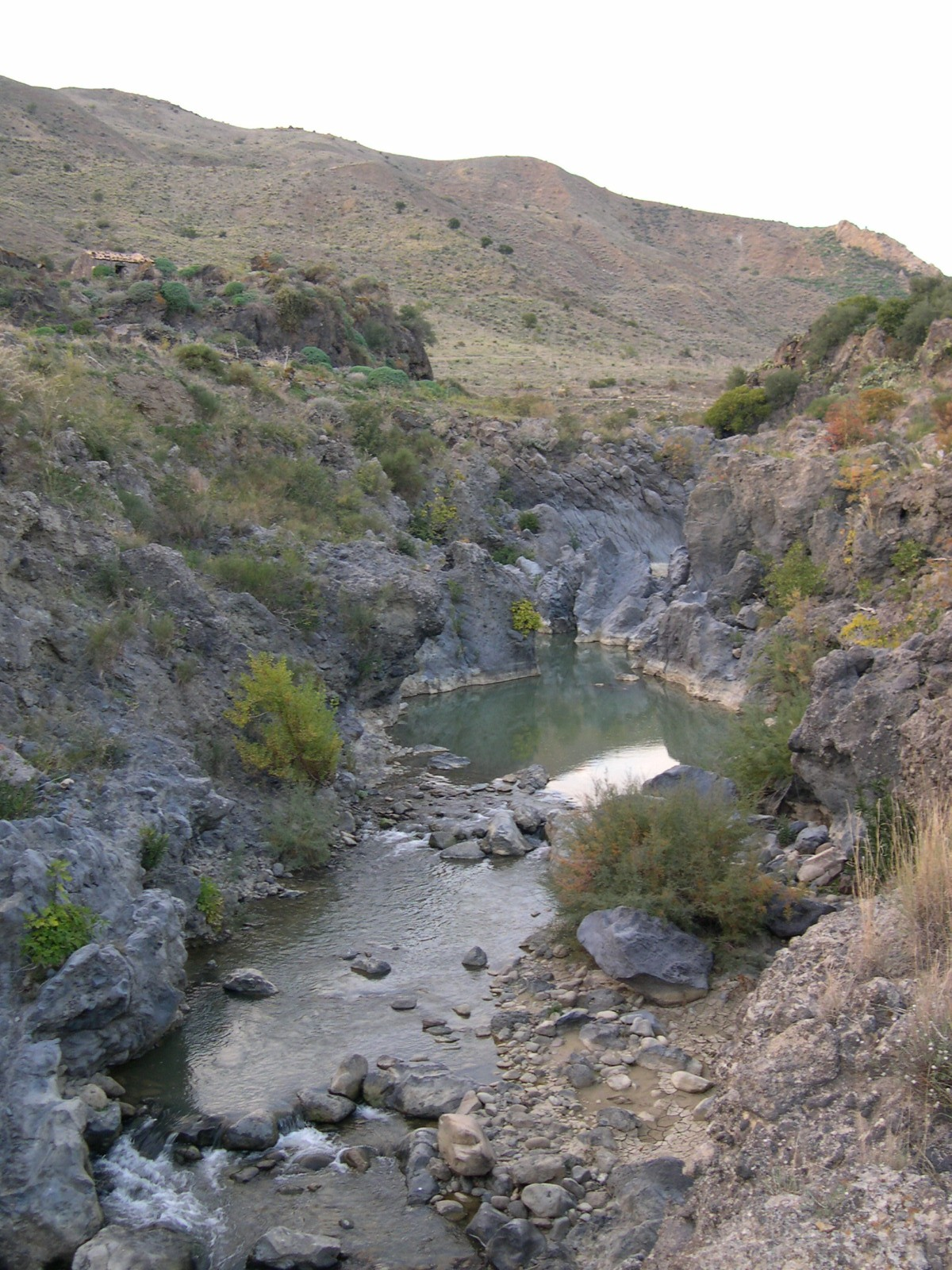
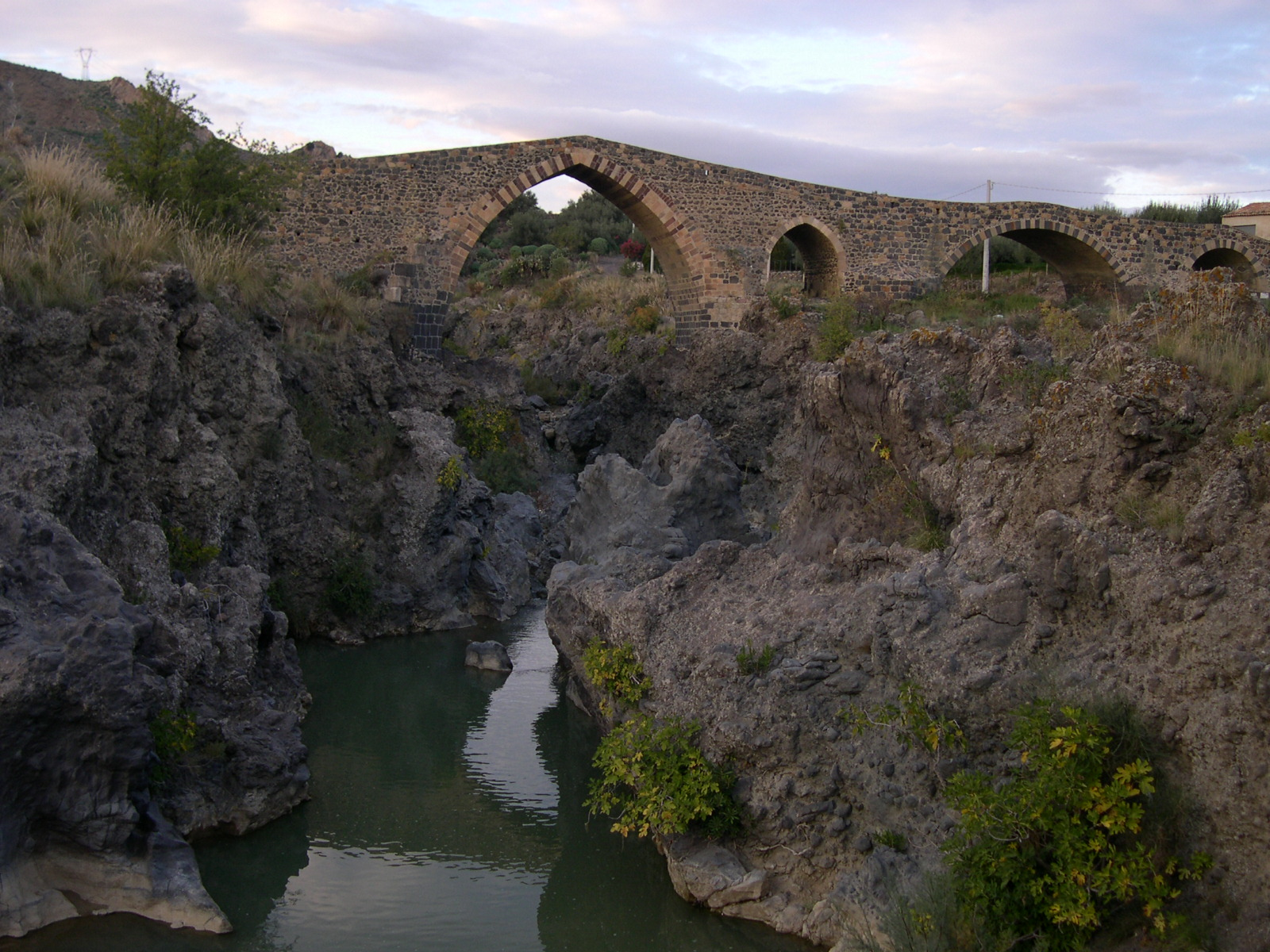